# FPU
FPU (de l'anglès Floating Point Unit) o unitat de coma flotant és un coprocessador especialitzat com a part del microprocessador destinada al càlcul d'operacions matemàtiques amb coma flotant. «Point» (punt) és el signe decimal en texts anglosaxons, que a Europa és la coma.
Amb la incorporació d'aquesta unitat, els microprocessadors van ser capaços de fer operacions amb nombres molt grans i molt petits, amb una precisió determinada, de forma nativa, sense haver de fer operacions de transformació dels nombres.